# カメリア・ポテク
カメリア・ポテク（Camelia Alina Potec、1982年2月19日 - ）は、ルーマニアブライラ出身の女子競泳選手。
2004年アテネオリンピック女子200m自由形で金メダルを獲得した。

## 主な成績
- オリンピック
  - 200年シドニー五輪: 200m自由形7位、4×200mフリーリレー4位
  - 2004年アテネ五輪: 200m自由形金メダル、 400m自由形4位
- 世界選手権
  - 2005年 - モントリオール: 400自由形5位、800m自由形5位